# Mont Koikakushusatsunai
Le mont Koikakushusatsunai (コイカクシュサツナイ岳, Koikakushusatsunai-dake) est une montagne culminant à 1 721 m d'altitude dans les monts Hidaka en Hokkaidō au Japon.